# Greatest Hits (Guns N' Roses)
| Recensione | Giudizio |
| ---------- | -------- |
| AllMusic   |          |

Greatest Hits è una raccolta del gruppo musicale statunitense Guns N' Roses, pubblicata il 23 marzo 2004 dalla Geffen Records.

## Descrizione
È la prima e unica raccolta con i singoli più di successo del gruppo di Los Angeles, usciti all'inizio della loro carriera. L'album realizzò un buon successo di vendite, tuttavia vi furono molte critiche da parte dei fan, riguardo alle tracce scelte per questa raccolta. In particolare è stato fatto notare il preponderante numero di cover (5 su 14 tracce) a discapito di esclusioni eccellenti come Nightrain, Estranged e It's So Easy.
Lo stesso Axl Rose, ancora impegnato nella lavorazione del nuovo album Chinese Democracy, promosse una battaglia legale per evitare la pubblicazione di questa raccolta, convinto che avrebbe distolto l'attenzione dal materiale inedito. Il cantante fu appoggiato dagli ex membri della band, Slash e Duff McKagan, sebbene ai tempi non si parlassero più di persona. La Geffen Records rispose che Axl Rose aveva avuto tutto il tempo che gli serviva per rispettare gli impegni contrattuali con la pubblicazione di un nuovo album, ma che questo non era avvenuto. Di conseguenza la casa discografica realizzò questa raccolta per colmare questa lacuna.
Per la prima volta appare in un disco dei Guns N' Roses la cover dei Rolling Stones di Sympathy for the Devil, già presente nella colonna sonora del film Intervista col Vampiro del 1994.

## Accoglienza
A dispetto dell'assenza di alcuna forma di promozione e singoli inediti di lancio, la raccolta raggiunse la vetta delle classifiche britanniche, mentre in quelle statunitensi si posizionò al terzo posto. In generale, raggiunse le prime posizioni nelle principali classifiche mondiali. La raccolta ha mantenuto vendite costanti per molti anni, diventando uno dei dischi più duraturi di sempre nella Billboard 200, dove ha registrato il traguardo delle 400 settimane di permanenza in classifica, nel giugno 2017.

## Tracce
1. Welcome to the Jungle – 4:32 (Guns N' Roses)
2. Sweet Child o' Mine – 5:58 (Guns N' Roses)
3. Patience – 5:56 (Izzy Stradlin)
4. Paradise City – 6:52 (Guns N' Roses)
5. Knockin' on Heaven's Door – 5:35 (Bob Dylan) – originariamente interpretata da Bob Dylan
6. Civil War – 7:41 (Rose, Slash, McKagan)
7. You Could Be Mine – 5:35 (Izzy Stradlin)
8. Don't Cry – 4:51 (Izzy Stradlin)
9. November Rain – 8:57 (Axl Rose)
10. Live and Let Die – 3:02 (Paul McCartney, Linda McCartney) – originariamente interpretata dai Wings
11. Yesterdays – 3:18 (Axl Rose, West Arkeen, Del James, Billy McCloud)
12. Ain't It Fun – 5:10 (Cheetah Chrome, Peter Laughner) – originariamente interpretata dai Dead Boys
13. Since I Don't Have You – 4:18 (Joseph Rock, James Beaumont, The Skyliners) – originariamente interpretata dai The Skyliners
14. Sympathy for the Devil – 7:38 (Mick Jagger, Keith Richards) – originariamente interpretata dai The Rolling Stones

## Formazione
- Axl Rose – voce, pianoforte, tastiere
- Slash – chitarra solista
- Izzy Stradlin – chitarra ritmica, cori (eccetto tracce 12,13 e 14)
- Duff McKagan – basso, cori
- Steven Adler – batteria (tracce 1, 2, 4 e 6), tamburello (traccia 3)
- Matt Sorum – batteria (tracce 5, 7-14)
- Dizzy Reed – pianoforte, tastiera (eccetto tracce 1-4)
- Gilby Clarke – chitarra ritmica (tracce 12 e 13)
- Paul Tobias – chitarra ritmica e cori (traccia 14)

## Classifiche

### Classifiche settimanali
| Classifica (2004) | Posizione massima |
| ----------------- | ----------------- |
| Australia         | 5                 |
| Austria           | 1                 |
| Belgio (Fiandre)  | 1                 |
| Belgio (Vallonia) | 26                |
| Canada            | 2                 |
| Danimarca         | 4                 |
| Finlandia         | 1                 |
| Francia           | 4                 |
| Germania          | 4                 |
| Italia            | 2                 |
| Norvegia          | 1                 |
| Nuova Zelanda     | 1                 |
| Paesi Bassi       | 3                 |
| Portogallo        | 7                 |
| Regno Unito       | 1                 |
| Singapore         | 1                 |
| Spagna            | 8                 |
| Stati Uniti       | 3                 |
| Svezia            | 2                 |
| Svizzera          | 2                 |

### Classifiche di fine anno
| Classifica (2022) | Posizione |
| ----------------- | --------- |
| Polonia           | 71        |